# Chandler, Minnesota
Chandler là một thành phố thuộc quận Murray, tiểu bang Minnesota, Hoa Kỳ. Năm 2010, dân số của thành phố này là 270 người.

## Dân số
- Dân số năm 2000: 276 người.
- Dân số năm 2010: 270 người.